# جان كونراد دي كوك
جان كونراد دي كوك هو محامي وسياسي هولندي، ولد في 26 يناير 1755 في هوسدن في هولندا، وتوفي في 24 مارس 1794 في باريس في فرنسا بسبب مقصلة.